# Tímár István (jogász)
Tímár István, született Schwartz (Budapest, Terézváros, 1913. április 5. – Budapest, 1991. december 19.) jogász, államvédelmi tiszt, Halász Stefánia gyermek- és tüdőgyógyász férje.

## Élete
Schwartz Gusztáv (1877–1930) magánhivatalnok és Tuchmann Regina (1877–1933) gyermekeként született zsidó családban. Tanulmányait a Pázmány Péter Tudományegyetem jogi karán végezte, ahol 1938-ban szerezte meg oklevelét. A második világháború alatt munkaszolgálatra hívták be, de 1944 őszén sikerült megszöknie. 
1944 decemberében a Debrecenben megalakult Ideiglenes Nemzeti Kormány belügyminisztere, Erdei Ferenc kinevezte rendőrfogalmazónak. 1945 januárjában a Tömpe András vezette politikai nyomozócsoporttal érkezett a fővárosba. 1948 decemberéig a politikai rendőrségen teljesített szolgálatot. 1947 decemberétől Péter Gábor helyettese volt az Államvédelmi Osztálynál, ahonnan ezredesi ranggal távozott. A politikai rendőrség egyik főtisztjeként és a vizsgálati főosztály vezetőjeként, ő hallgatta ki Szálasi Ferencet és a főbb háborús bűnösöket, majd a későbbiekben vezető szerepet játszott a „Magyar Közösség-ügy" és a „MAORT-ügy” vizsgálatának lefolytatásában. 
1948-as távozását követően az MDP Szervező Bizottságának javaslatára kinevezték az Igazságügyi Minisztérium Büntetőjogi és Ügyészi Főosztályának élére. 1953 januárjában letartóztatták, és a Péter Gábor és 17 társa elleni perben – népellenes, hivatali titoksértéssel folytatólagosan elkövetett vesztegetés bűntette miatt – 1953. december 24-én 12 évi, majd 1954. január 15-én jogerősen 11 évi börtönre ítélték. 1956. október 15-én szabadult. A legfőbb ügyészi óvás után, 1957. február 4-én a Legfelsőbb Bíróság Katonai Tanácsa rehabilitálta és kárpótlásként 60 ezer forintot kapott. Ezt követően visszatért az Igazságügyi Minisztériumba, ahol a törvény-előkészítő osztály vezetője lett, majd 1962. január 13-án kinevezték a Legfelsőbb Bíróság első elnökhelyettesévé.
1960 augusztusában az ország képviseletében részt vett a Londonban megrendezett ENSZ büntetőjogi konferencián. Az MSZMP KB 1962. augusztusi, a munkásmozgalomban részt vettek elleni törvénysértő perek lezárásáról hozott határozatát követően, szeptember 30-án felmentették tisztségéből. A Szerzői Jogvédő Hivatal főigazgatói székébe került, ahonnan 1977-ben vonult nyugalomba.
1966 és 1978 között a szocialista országok közül az egyedüli volt, aki tagja, alelnöke, majd elnöke is lehetett a szerzői jogi társaságok nemzetközi szervezetei végrehajtó irodájának, a CISAC-nek. 1967-ben az ő kezdeményezésére jött létre a magyar–szovjet szerzői jogi egyezmény, amely az első ilyen megállapodása volt a Szovjetuniónak.
A Farkasréti temetőben nyugszik (2/3-1-33/34).

## Családja
Felesége Halász Stefánia volt, akit 1937. július 20-án Budapesten vett nőül. 1938 decemberében kikeresztelkedtek a katolikus vallásra.
Gyermekei:
- Tímár András (1940–) mérnök
- Tímár Anna (1944–) jogász, ügyvéd
- Tímár Krisztina (1944–) orvos

## Főbb művei
- A szerzői jog kézikönyve. Szerkesztette Benárd Auréllal. (Közgazdasági és Jogi Könyvkiadó, Budapest, 1973)

## Díjai, elismerései
- A Magyar Köztársasági Érdemrend kiskeresztje (1947)[8]
- A Köztársasági Elnök Elismerésének Bronz Koszorúja (1948)[9]
- Magyar Népköztársasági Érdemrend V. fokozata (1952)
- Az Igazságügy Kiváló Dolgozója (1958)
- Szocialista Munkáért emlékérem (1958)
- Munka Érdemrend (1959)
- Munka Érdemrend arany fokozata (1973, 1977)[10][11]